# Польская гончая
Польская гончая (пол. gończy polski) — порода охотничьих собак, выведенная в Польше.

## История породы
Польская гончая первоначально разводилась и использовалась преимущественно в южных районах страны (Бещады, Западные Бескиды, Пьенины, Подгалье) и в Мазовии.
Первое упоминание о породе встречается в литературе XIII века. Начиная с XIV века охота с гончими у польской шляхты приобрела популярность и получила высокую оценку, и в исторических летописях XVII века описывается как минимум два различных типа гончих собак, которые существовали в то время в Польше.
Первое подробное пособие «Охота с гончими» подготовил Ян Остророг в 1609 году. В книге упоминается 313 кличек гончих собак.
Подробные описания собак можно найти в охотничьей литературе XIX века: в 1819 году Ян Шитир описывает польского бракка и польскую гончую, в 1821 году В. Козловский в журнале «Sylwan» приводит описание и иллюстрации обоих типов — тяжёлого польского бракка и заметно более лёгкой польской гончей, а весьма подробное описание, сделанное Игнацы Богатынским в Nauka Lowiectwa (1823—1825), может рассматриваться в качестве первого стандарта породы.
В России польские гончие появились после Отечественной войны 1812 года, когда офицеры возвращались в свои имения с различными трофеями, которыми в то время являлись и гончие собаки. В те годы польские огары приобретают большую популярность среди русских помещиков, графов и князей.
В то время в России была распространена классическая псовая охота, на которой ружья не применялись.
Отмена крепостного права в 1861 году положила конец настоящим псовым охотам. Стаи гончих постепенно стали мельчать, а псовых борзых заменили ружья.
Причиной успеха польских гончих в России и их широкого примешивания кровей к русским гончим, была прежде всего мода на иностранное. Кроме того, развитие ружейного способа охоты с гончей на «французский манер», которую завезли поляки в Россию, также способствовало успеху польских огаров.
Для ружейной охоты польские гончие были удобны тем, что отличались необычайной вязкостью и раз подняв зайца, держали его, чуть ли не целый день, так писал Н. П. Кишенский.
В то время о польских гончих много писали Н. П. Кишенский, Л. П. Сабанеев и другие авторы.
На втором кинологическом съезде в 1939 году запретили все стандартизованные в 1925 году породы гончих, кроме русской и англо-русской, то есть английскую гончую (фоксхаунда), гончую арлекина, гончую брудастую и польскую паратую гончую.
Охотник, писатель и эксперт-кинолог Василий Иванович Казанский (1896—1985) в своей книге «Гончая и охота с ней» писал:

Польские гончие ценились за необычайную вязкость, а также и пешесть, которая позволяла зайцу под такой собакой ходить на малых кругах и тихим ходом, удобным для стрельбы.
Польские гончие, а также их помеси с русскими, были достаточно широко распространены вплоть до войны 1941—1945 годов.

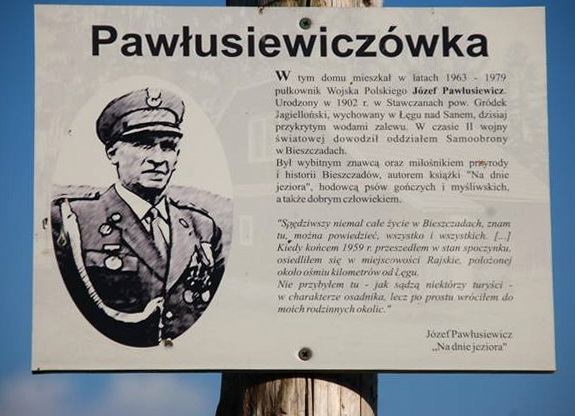
Надпись: Павлусевичувка. В этом доме с 1963 по 1969 год жил полковник Польской Армии Юзеф Павлусевич. Родился в 1903 год в Ставчанах… Во время Второй мировой войны руководил отрядом самообороны в Бещадах. Был выдающимся знатоком природы и истории Бещад, которые очень любил, автором книги «На дне озера», заводчиком охотничьих гончих собак, а также хорошим человеком.

Во время Второй мировой войны чистопородное собаководство в Польше, как и в других странах Восточной Европы, было практически уничтожено и соответственно утрачено поголовье гончих. В начале второй половины XX века в послевоенной Польше началось целенаправленное воссоздание утраченных национальных пород. Важнейшая роль в восстановлении польской гончей отводится полковнику Юзефу Павлусевичу, который нашёл в Прикарпатье уцелевших собак и на их основе в имении своего отца, начал разведение чёрно-подпалых гончих. Собаки были зарегистрированы в предварительном регистре (pl:Księga Wstępna) польской родословной книги под наименованием Ogar polski. Несколько позже полковник Пётр Картавик на основе собак, вывезенных из Литвы, воссоздал поголовье более массивных чепрачных собак, которые были зарегистрированы с тем же названием. Два типа польских гончих — «гончая Павлусевича» («карпатская») и «гончая Картавика» — существовали одновременно. При регистрации породы в МКФ в 1966 году был утверждён стандарт породы польский огар (стандарт № 52) для типа гончих Картавика, а тип гончих Павлусевича был исключён и надолго выведен из чистопородного разведения.
Однако охотники продолжали использовать гончих Павлусевича за их отличные рабочие качества, а энтузиасты породы занимались её разведением в Бещадах и Западных Бескидах. В 1976 году поголовье собак достигло 101 (в 1967 — 15 собак). Благодаря неослабевающей популярности и постоянному росту численности, в 1983 году Польский кинологический союз (ПКС) подготовил стандарт начал регистрацию собак типа Павлусевича и породе дали название польская гончая.
Первыми собаками, внесёнными в 1983 году в книгу регистрации собак, были Gama, Mera и Ami, которые соответствовали описанию стандарта. Из-за небольшой численности собак было сложно избежать родственного спаривания, но заводчики старались соблюдать нормативные требования и благодаря этому добились необходимого результата, и собаки, имеющие 4 зарегистрированных поколения предков, начали вписываться в Польскую родословную книгу. Первые собаки этой породы с полной родословной родились в 1989 году в питомнике z Cisówki. Кобель Prot z Cisówki, рожденный от Procie z Kazimierzowa и Rafie z Kongresówki, стал первым чемпионом в породе.
В 2006 году, спустя 40 лет после первой попытки, порода была признана на предварительной основе Международной кинологической федерацией и отнесена к группе гончих и родственных пород, секции гончих, подсекции средних гончих; утверждено новое название (англ. Polish Hunting Dog) и стандарт. Регистрация проходила на Всемирной выставке собак 12 ноября 2006 года в Познани.
7 ноября 2017 года польская гончая признана МКФ на постоянной основе.
Благодаря своим достоинствам, польская гончая приобретает всё большую популярность. В польской Базе данных Родословных Польской гончей к середине 2015 года зарегистрировано более 5700 собак. Польские гончие приобретены зарубежными охотниками и с успехом используются в Германии, Франции, Чехии, Литве, Венгрии, Швеции, Турции, Африке (Тунис), Украине, Грузии, Италии, Португалии, Норвегии. В Россию первая польская гончая Fagot z Krainy Lowow привезена в 2010 году, а в 2013 году владелец Фагота Е. Янковский привез в Россию ещё четырёх щенков.
Первый помёт щенков польских гончих в России, получен 13 октября 2015 года от суки (выжловки) ИВЫ (IWA z Beskidzkiego Matecznika 27.05.2013.) и кобеля (выжлеца) АГАРА (Agar Cnotliwy Nos 05.07.2013), в г. Тимашёвск, Краснодарского края. В помёте 10 щенков чёрно-подпалого окраса.

## Стандарт
Общий вид

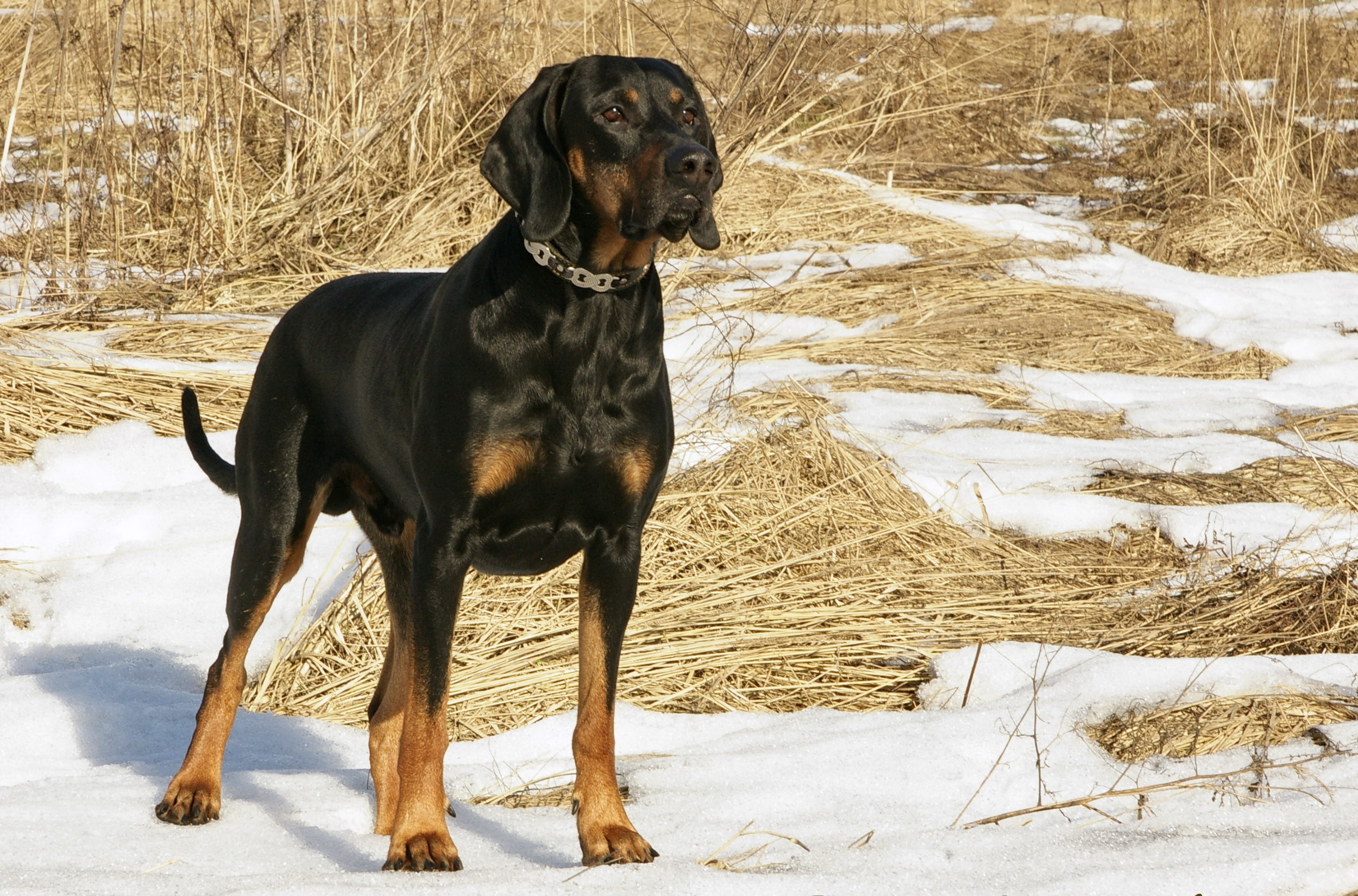
Фагот с Крайны Ловов-первая польская гончая в России

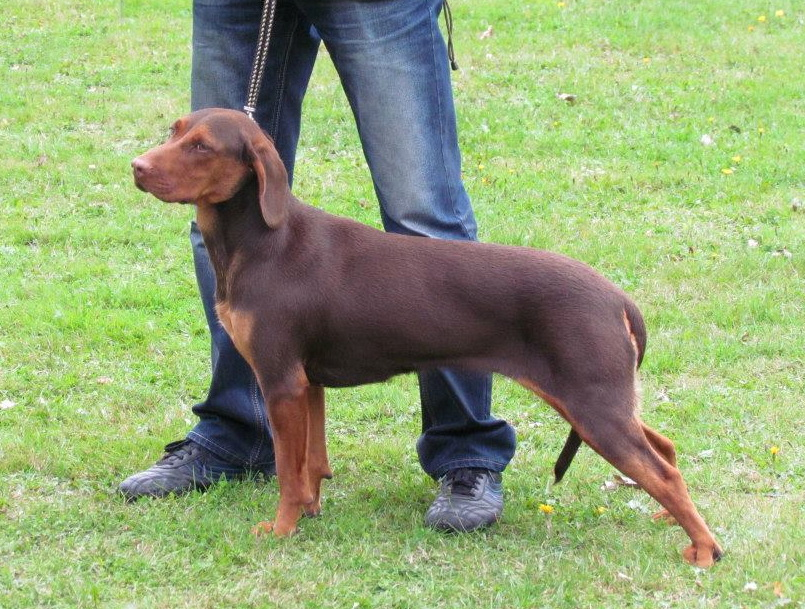
Стандартный окрас — шоколадный с подпалом

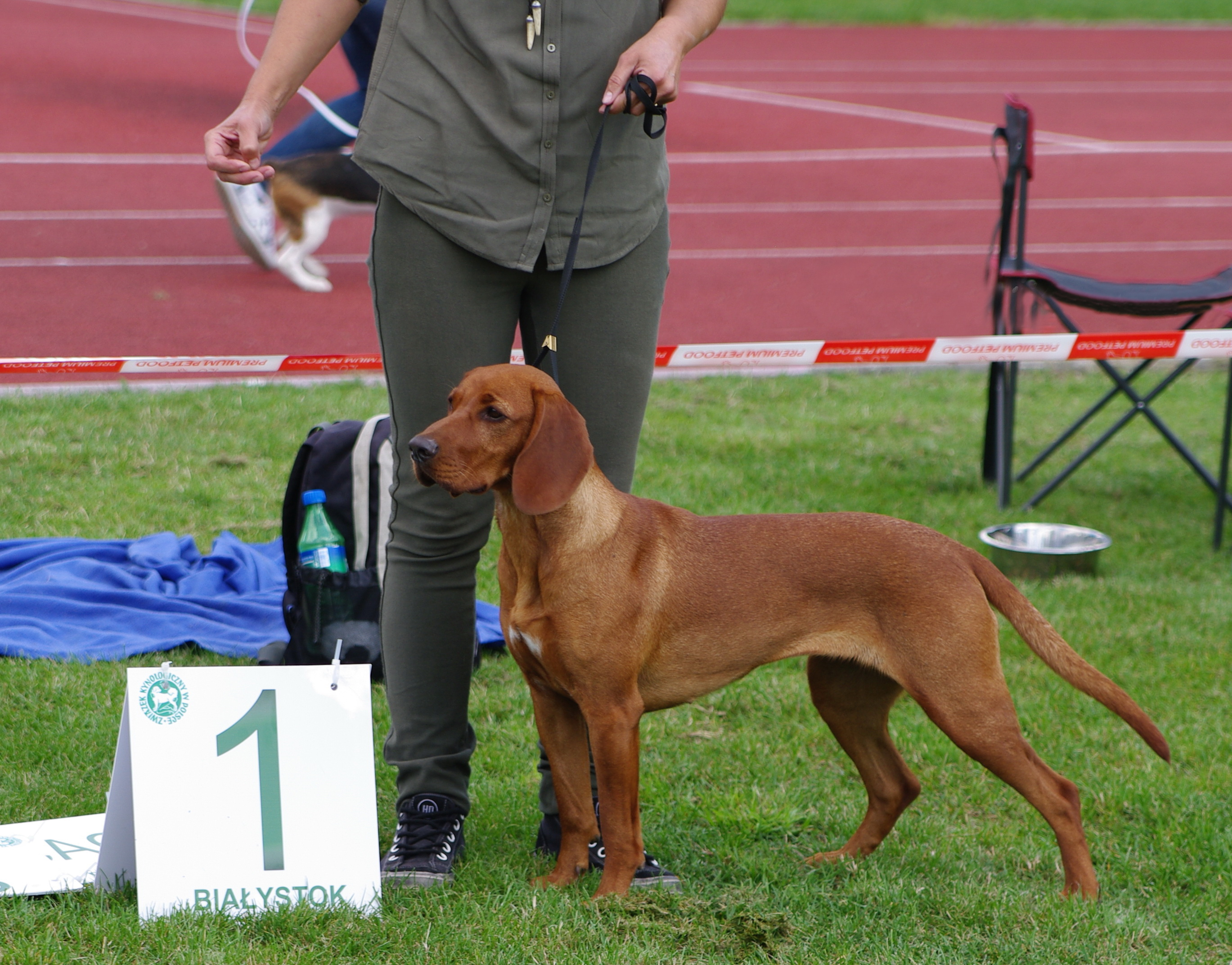
Стандартный, но редкий окрас

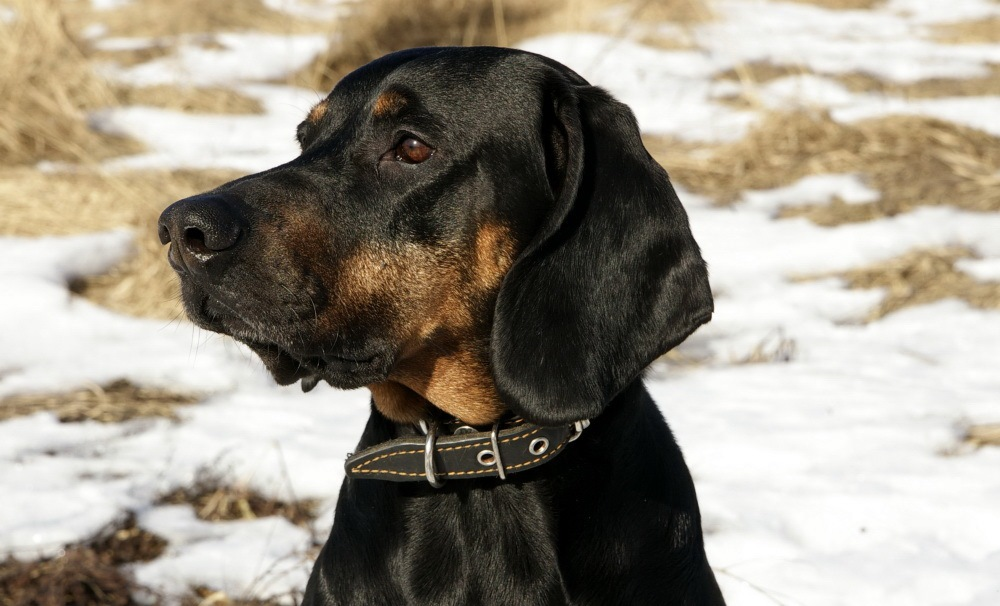
Первая польская гончая привезённая в Россию из Польши

Собака среднего размера, поджарая, компактная, с хорошо развитым костяком и короткой шерстью, слегка растянутого формата, с соотношением высоты в холке к длине корпуса 9:10. Высота в холке кобелей — 55—59 см, сук — 50—55 см.
 Голова
Голова благородная, пропорциональная, с ярко выраженными сухими скулами. Длина морды равна длине черепа, череп слегка выпуклый, затылочный бугор слегка выражен, но не выпуклый. Стоп слабо выражен. Мочка носа чёрная, коричневая, в соответствии с окрасом шерсти. Губы плотные, не сырые и не сухие, хорошо закрывающие нижнюю челюсть, углы губ четко обозначены. Зубы крепкие, ровные, белые, прикус ножницеобразный, с полной зубной формулой.
Глаза среднего размера, немного косо поставленные, тёмные или коричневые в соответствии с окрасом, веки плотно прилегают.
Висячие уши среднего размера, не толстые, треугольной формы с широким основанием, среднего размера, посажены довольно низко, на уровне внешнего угла глаз. Уши плотно прилегают к скулам, концы ушей закруглённые, чуть направлены вперед. Шерсть на ушах гладкая и шелковистая.
 Корпус
Шея средней длины, мускулистая, сильная, овальная в сечении, умеренного выхода под углом не более 45 градусов. Спина прямая, мускулистая. Холка выражена. Грудь глубокая, доходит до локтей, форбруст умеренно выражен, грудная клетка наклонная, длинная, живот умеренно подтянут.
Хвост
Средней толщины, достигает скакательного сустава. В спокойном состоянии имеет саблевидную форму, в движении несётся чуть выше линии спины. Хорошо покрыт шерстью, с небольшой кисточкой.
Конечности
Сухие, костистые и мускулистые. При осмотре спереди — прямые и параллельные. Высота в локте составляет около половины высоты собаки в холке. Лопатка длинная, наклонная, плечевой угол приблизительно около 110 градусов и достаточно выражен. Локти сильные, плотно прижаты к туловищу, направлены строго назад. Предплечья прямые. Пясти широкие, упругие, поставлены почти отвесно с небольшим наклоном вперёд.
Задние конечности прямые и параллельные при осмотре сзади, с хорошо выраженными углами сочленений. Бёдра мускулистые, широкие, голени крепкие, плюсны короткие. Прибылые пальцы отсутствуют.
Лапы крупные, овальные, плотно сжатые, когти направлены вниз. Когти чёрные или в цвет окраса. Подушки лап крепкие.
Шерсть и окрас
Шерсть по корпусу жёсткая, плотно прилегающая, блестящая с густым особенно зимой подшёрстком. На голове и ушах шерсть короткая, шелковистая.
Существуют три варианта окраса: чёрно-подпалый, коричнево-подпалый и рыжий. Подпалины расположены в строго определённых местах. Пятна подпала с чёткими границами чисто рыжего или красного цвета, без промежуточных переходных тонов и без отметин на них, расположены на щёках и бровях на морде, под гортанью, на груди, на внутренней поверхности плеч и бёдер, на пястьях, плюснах, лапах, вокруг анального отверстия и на нижней стороне хвоста до 1/3 или 1/2 её длины.
Маленькие белые отметины на пальцах ног и груди не является дефектом.
Отсутствие подпала в указанных местах или избыток подпала, является недостатком.
Движения
Движения польской гончей должны быть легкими и энергичными, плавными, гармоничными. Шаг длинный и свободный, особенно на рыси. Как на шаге, так и на рыси линия верха прямая и ровная. Конечности в движении параллельны.
Поведение и характер
Энергичный, подвижный, бесстрашный и даже с некоторой бравадой по отношению к зверю. Не агрессивный, но недоверчивый к посторонним. Легко поддаётся дрессировке. В первую очередь, это охотничья собака, но обладает также отличными сторожевыми качествами. Обладают характерным голосом (дисканты) с богатыми интонациями.
Недостатки
Любое отклонение от стандарта должно рассматриваться как недостаток или порок в зависимости от степени выраженности.
Морда слишком короткая или длинная, квадратная или узкая. Череп: слишком широкий или слишком узкий. Шея слишком короткая или длинная. Уши плоские, слишком короткие или слишком длинные, высоко посаженные. Мочка носа, лишённая пигмента. Слишком тяжёлые губы (брыли).
Светлые глаза, агрессивного выражения, глаза на выкате, видны слизистые оболочки глаз. Значительные отклонения в пропорции между длиной, глубиной груди и высотой в холке, слишком длинный или слишком короткий корпус, круп приподнят или слишком короткий, непропорционально длинные ноги, передние ноги искривлённые, дефектные конечности, плечи слишком короткие, слишком тонкая кость, недостаточные углы задних конечностей. Хвост слишком свёрнут в охотничий рог, высоко поднят, загнут в сторону, слишком толстый или с подвесом.
Окрас: недостаточно четко очерченные подпалины, чрезмерно выраженный подпал, отсутствие подпала. Не стандартного окраса.
Трусливая или агрессивная собака.
Дисквалифицирующие пороки:
перекус, недокус, крипторхизм.
Примечание: кобели должны иметь два явных, нормально развитых семенника, полностью опущенные в мошонку.

## Использование

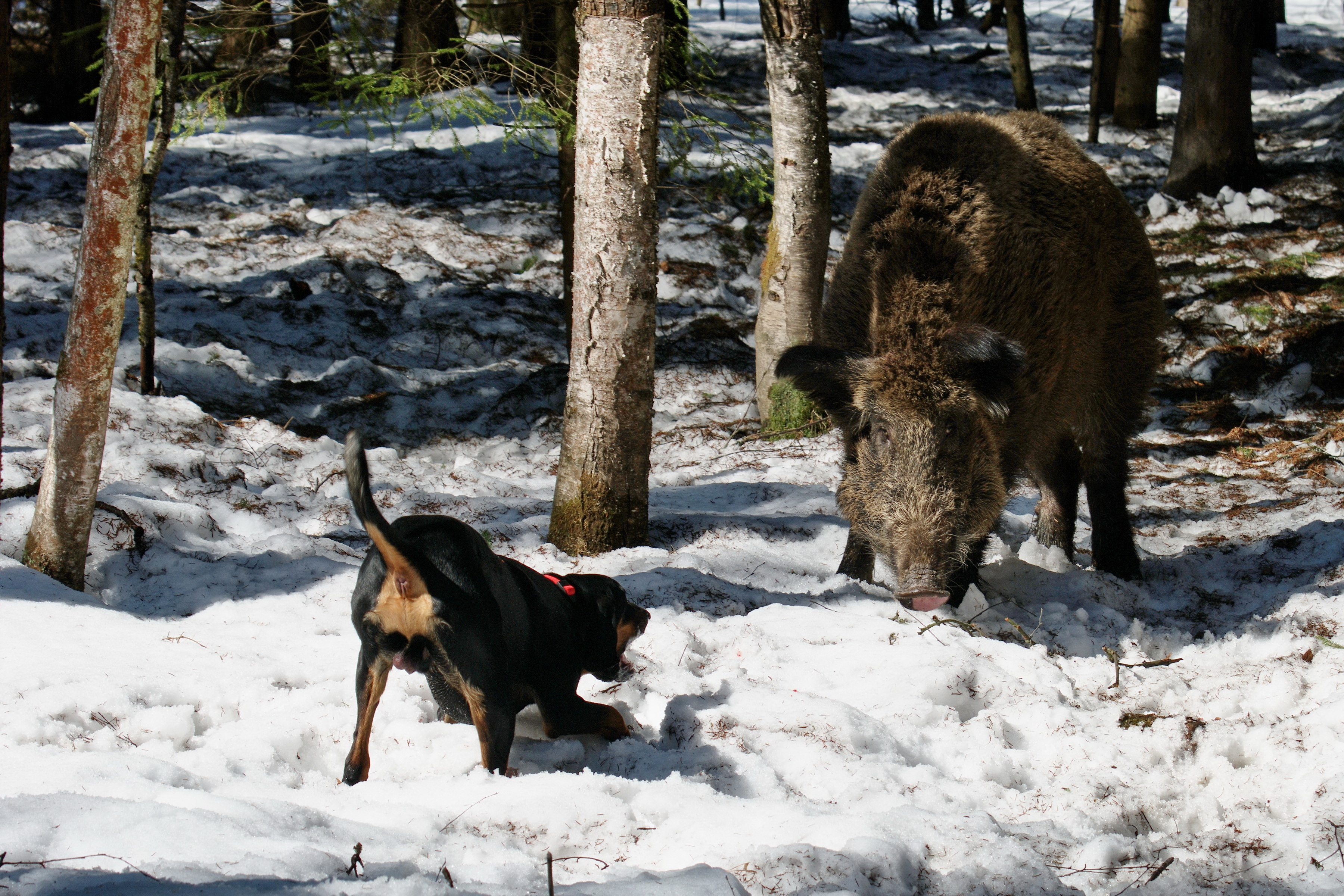
Охота с польской гончей на кабана доставляет охотникам неизгладимые впечатления.

Польские гончие используются для охоты на оленей, кабанов , зайцев и лисиц, отлично работают по кровяному следу для поиска подранков. Закреплённым породным признаком считается поиск подранка без отдачи голоса, а гонного зверя собаки преследуют голосом. Догнав кабана, стараются удержать его на месте, уворачиваются от нападения и облаивают зверя, за это время охотник имеет возможность приблизиться. Используются также как сторожевые собаки.
Голоса польских гончих мелодичные, звонкие, обычно высокие дисканты с различными тонами, в зависимости от вида гонного зверя. У сук голос намного выше по тональности. Во время гона зверя собаки азартны, вязки, редко теряют зверя благодаря отличному чутью, добычливы, хорошо и дружно работают в стае, обладают отличной ориентацией.
При дрессировке собаки, важно сохранять спокойствие, потому что они очень чувствительны к тону голоса и очень легко различают положительную и отрицательную реакцию. Не любят чрезмерного нажима при дрессировке. Предпочтительно обучать в процессе игр. Все представители породы легко обучаются различным командам.
Рабочие испытания проводятся по вольерному кабану и кровяному следу

## Здоровье
Многолетние наблюдения не выявили наследственных заболеваний психики. Продолжительность жизни 12-15 лет.

## Фильмы
- Охота с польской гончей в Польше. (пол.).
- Охота с польской гончей на кабана. (пол.).
- Польская гончая держит раненного кабана до подхода охотника. (пол.).
- Притравка польской гончей по медведю, кабану и барсуку в России.
- Обучение польской гончей (Gończy Polski) работе по кровяному следу.
- Gończy Polski w Rosji-польская гончая в России.
- Польская гончая зимой. (пол.).
- 24-25.08.2013-Międzynarodowa Wystawa Psów Rasowych (CACIB)-Международная выставка собак.
- Фильм 1. Послушание или приездка по "гончатному".
- Фильм 2. Послушание или приездка по "гончатному".
- Испытания польских гончих по вольерному кабану в паре.